# Alexandru Rusu
Alexandru Rusu (Șăulia, 22 novembre 1884 – Gherla, 9 maggio 1963) è stato un vescovo cattolico rumeno della Chiesa greco-cattolica rumena.

## Biografia
Alexandru Rusu nacque a Șăulia il 22 novembre 1884 da Vasile, sacerdote greco-cattolico, e Rozalia. Aveva dieci fratelli e una sorella.

### Formazione e ministero sacerdotale
Compì gli studi secondari a Bistrița, Târgu Mureș e Blaj dal 1896 al 1903, anno in cui superò l'esame di maturità. Nel 1910 conseguì il dottorato in teologia all'Università di Budapest
Il 20 luglio 1910 fu ordinato presbitero. Divenne quindi professore al Dipartimento di teologia dogmatica dell'Accademia teologica di Blaj. Insegnò anche alla scuola superiore "San Basilio il Grande" di Blaj. Nel 1920 fu nominato segretario metropolitano e nel 1923 canonico del capitolo metropolitano. Dal 1925 al 1930 fu rettore dell'Accademia teologica di Blaj. Fu anche redattore della prestigiosa rivista "Cultura Creștină" dal 1911 al 1918 e direttore del giornale "Unirea" dal 1922 al 1930. Pubblicò numerosi articoli e studi. Dal 1918 al 1920 fu segretario generale del consiglio direttivo che amministrò provvisoriamente la Transilvania con poteri legislativi, esecutivi e amministrativi dal 2 dicembre 1918 al 4 aprile 1920.

### Ministero episcopale
Il 5 giugno 1930 papa Pio XI con la bolla Solemni Conventione, applicata con decreto della nunziatura apostolica di Bucarest emesso dal nunzio apostolico Angelo Dolci, eresse l'eparchia di Maramureș con sede a Baia Mare. La nuova circoscrizione contava 264 parrocchie e 310 732 fedeli, dei quali 27 737 erano ruteni e il restante rumeni. I dati statistici si riferiscono all'anno 1940. Il 17 ottobre lo stesso pontefice lo nominò eparca di Maramureș. Ricevette l'ordinazione episcopale il 30 gennaio successivo nella cattedrale della Santissima Trinità di Blaj dall'arcieparca metropolita di Făgăraș e Alba Iulia Vasile Suciu, co-consacranti l'eparca di Cluj-Gherla Iuliu Hossu e quello di Lugoj Alexandru Nicolescu. Prese possesso dell'eparchia il 2 febbraio successivo. Poco dopo venne nominato senatore del Regno.
Subito dopo l'ingresso, monsignor Rusu si impegnò nell'organizzazione dell'eparchia, nella nomina dei decani e nella formazione del clero nelle accademie teologiche di Cluj e Oradea. Compì numerose visite pastorali. Guidò l'eparchia con competenza, coraggio e zelo apostolico. Assicurò l'ordine e la dignità nell'attività pastorale di sacerdoti e credenti. Nel 1940 l'intera eparchia, con l'esclusione di alcune parrocchie del vicariato ruteno della Bucovina, passarono sotto l'amministrazione ungherese di Miklós Horthy. Il vescovo rimase in diocesi affrontando le difficoltà e le vicissitudini del trovarsi sottoposti alle autorità fasciste ungheresi.
Il 5 aprile 1941 morì monsignor Alexandru Nicolescu, arcieparca di Făgăraș e Alba Iulia. La sede rimase vacante per l'intera durata della seconda guerra mondiale. Il 16 marzo 1946 il sinodo elettorale riunito a Blaj elesse monsignor Rusu nuovo arcieparca. L'elezione venne riconosciuta dalla Santa Sede ma non dall'allora governo dittatoriale e filo-sovietico di Petru Broza. Monsignor Rusu era infatti noto per la lotta nella difesa dei diritti della Chiesa e della nazione romena, minacciati dei comunisti. L'arcieparchia rimase sede vacante fino al 1990.
Nel 1948 il regime comunista mise fuori legge la Chiesa greco-cattolica rumena. Il 18 ottobre 1948, con decreto del governo, fu privato della sua carica. Il 28 ottobre fu arrestato e imprigionato al Ministero dell'interno a Bucarest. Da lì venne trasferito nella villa patriarcale di Dragoslavele, trasformata in luogo di prigionia per il clero greco-cattolico che aveva rifiutato di aderire alla Chiesa ortodossa rumena. Nel febbraio del 1949 venne trasferito nel monastero Căldărușani a Gruiu, vicino a Bucarest. Nel maggio del 1950 venne nuovamente trasferito al carcere di Sighetu Marmației, dove rimase imprigionato fino al 1955. Sopravvisse alla prigionia e venne ricoverato all'ospedale Gerota di Bucares "per la riabilitazione". Le autorità comuniste lo costrinsero alla residenza obbligatoria presso il monastero di Curtea de Argeș e poi in quello di Ciorogârla, con i vescovi Iuliu Hossu e Ioan Balan. Nel 1956 redasse con loro una dichiarazione nella quale si chiedeva di ripristinare la Chiesa greco-cattolica rumena, la inviarono alle autorità comuniste e la trasmisero all'estero. Questo memorandum era sostenuto da migliaia di firme di credenti greco-cattolici provenienti da tutto il paese. Il 12 agosto 1956 i sacerdoti Vasile Chindris e Izidor Ghiurco a Cluj celebrarono la divina liturgia in pubblico e all'aperto. Di tutte queste "violazioni" vennero ritenuti responsabili un gruppo di chierici e fedeli, guidati dal vescovo monsignor Rusu.
Il 13 agosto 1956 con il pretesto di essere ricevuto in udienza dal ministro per gli affari religiosi, Petre Constantinescu-Iasi, fu separato dagli altri due vescovi e trasferito al monastero Cocoșu di Niculițel. Nel 1957 il tribunale militare di Cluj lo condannò a venticinque anni di lavori forzati per istigazione e alto tradimento. Fu imprigionato a Gherla, nella cella n° 10, nel seminterrato, dove si comportò con molta dignità.
Nella primavera del 1963 venne colpito da una malattia renale. Il 9 maggio, dopo aver benedetto i presenti, e i compagni di cella, disse: "Fratelli miei, ora vado da Dio per ricevere la mia ricompensa per la vita ricevuta da Lui, dalla Chiesa e dai rumeni". Queste furono le sue ultime parole. Fu sepolto senza alcuna cerimonia religiosa nel cimitero dei prigionieri politici di Gherla, nella tomba n° 133. Tempo dopo il sito venne arato con dei trattori per evitare che diventasse luogo di pellegrinaggio.

## Beatificazione
Il processo di beatificazione iniziò il 28 gennaio 1997 con la dichiarazione di nihil obstat alla causa. Tale atto gli concesse il titolo di Servo di Dio. Il processo eparchiale approfondì la sua vita e quella degli altri sei vescovi greco-cattolici perseguitati dal regime comunista attraverso la raccolta di documentazione e testimonianze. Esso si svolse dal 16 gennaio 1997 al 10 marzo 2009. Alla fine di questo processo locale le conclusioni vennero inviate alla Congregazione delle cause dei santi a Roma che convalidò il processo il 18 febbraio 2011. Il 27 maggio dell'anno successivo venne nominato un relatore per aiutare il postulatore a redigere la positio. Nell'aprile del 2018 la positio venne consegnata alla Congregazione delle cause dei santi.
Il 19 marzo 2019 papa Francesco ricevette in udienza privata il cardinale Giovanni Angelo Becciu, prefetto della Congregazione delle cause dei santi, e lo autorizzò a promulgare il decreto riguardante il martirio dei Servi di Dio Valeriu Traian Frențiu, Vasile Aftenie, Ioan Suciu, Titu Liviu Chinezu, Ioan Bălan, Alexandru Rusu e Iuliu Hossu, vescovi; uccisi in odio alla Fede in diversi luoghi della Romania tra il 1950 e il 1970.
Vennero beatificati il 2 giugno 2019 durante una cerimonia tenutasi al Campo della Libertà di Blaj e presieduta da papa Francesco.
Il postulatore per questa causa di beatificazione congiunta fu padre Vasile Man. Il relatore fu il frate francescano conventuale Zdzisław Kijas.

## Genealogia episcopale
La genealogia episcopale è:
- Patriarca Geremia II Tranos
- Arcivescovo Michal Rahoza
- Arcivescovo Hipacy Pociej
- Arcivescovo Iosif Rucki
- Arcivescovo Antin Selava
- Arcivescovo Havryil Kolenda
- Arcivescovo Kyprian Žochovs'kyj
- Arcivescovo Lev Zaleski
- Arcivescovo Jurij Vynnyc'kyj
- Arcivescovo Luka Lev Kiszka
- Vescovo György Bizánczy
- Vescovo Inocențiu Micu-Klein, O.S.B.M.
- Vescovo Mihály Emánuel Olsavszky, O.S.B.M.
- Vescovo Vasilije Božičković, O.S.B.M.
- Vescovo Grigore Maior, O.S.B.M.
- Vescovo Ioan Bob
- Vescovo Samuel Vulcan
- Vescovo Ioan Lemeni
- Vescovo Vasile Erdély
- Arcivescovo Alexandru Şterca Şuluţiu de Kerpenyes
- Vescovo Iosif Papp-Szilágyi
- Arcivescovo Ioan Vancea
- Arcivescovo Victor Mihaly de Apşa
- Vescovo Demetriu Radu
- Arcivescovo Vasile Suciu
- Vescovo Alexandru Rusu